# Príncipe Valiente
Príncipe Valiente, cuyo nombre original completo es Prince Valiant in the Days of King Arthur (El Príncipe Valiente en los días del Rey Arturo, siendo Valiant el nombre propio del protagonista, que puede traducirse como Valiente al castellano), es una historieta estadounidense creada por Harold Foster en 1937 para King Features Syndicate, y publicada semanalmente como tira dominical de una página completa (sunday), en color, en varios periódicos estadounidenses. La obra completa está constituida por unas 1800 planchas, y continúa ampliándose. La recopilación en volúmenes de la editorial Fantagraphics Books consta hasta el momento de 50 tomos.
La obra combina la narración de aventuras con la saga familiar. La historia mantiene una misma línea argumental desde el inicio de su publicación hasta la actualidad: los personajes van envejeciendo a un ritmo muy similar al de su publicación. No utiliza globos, ya que los diálogos de los personajes se sitúan en textos al pie de las viñetas, junto con los comentarios del narrador.
Siendo duque de Windsor, Eduardo VIII calificó al Príncipe Valiente como la «mayor contribución a la literatura inglesa de los últimos cien años». Generalmente considerada por historiadores del cómic como una de las creaciones visuales más impresionantes jamás sindicadas, la tira destaca por sus panorámicas realistas y por su narrativa inteligente, a veces humorística. El formato no emplea globos de palabras. En su lugar, la historia se narra con leyendas situadas en la parte inferior o en los laterales de los paneles. Los acontecimientos representados están tomados de varios periodos de tiempo, desde el Bajo Imperio Romano hasta la Alta Edad Media, con algunas breves escenas de la época moderna (que comentan el «manuscrito»).
Mientras dibujaba la tira cómica de Tarzán, Foster quería hacer su propia serie original para periódicos, y comenzó a trabajar en una tira que llamó Derek, Hijo de Thane, cambiando más tarde el título por el de Príncipe Arn. El director de King Features, Joseph Connelly, la rebautizó como Príncipe Valiente (en inglés, Prince Valiant). En 1936, tras una exhaustiva investigación, Foster presentó su concepto a William Randolph Hearst, que llevaba tiempo queriendo distribuir una tira de Foster. Hearst quedó tan impresionado que le dio a Foster la propiedad de la tira.
Príncipe Valiente comenzó en secciones tabloide a todo color el sábado 13 de febrero de 1937. La primera tira en página completa fue la n.º 16, que apareció en el New Orleans Times Picayune. La fecha interna cambió del sábado al domingo con la tira #66 (15 de mayo de 1938). La tira de página completa continuó hasta 1971, cuando la tira #1788 no se ofreció en formato de página completa: fue la última tira que dibujó Foster. La tira continúa hoy en día con otros artistas en formato de media página.

## Argumento
La narración está ambientada en la época del rey Arturo. Valiente es el hijo de Aguar, rey de Thule, desposeído de su trono por el usurpador Sligon, que se instala con su familia y unos pocos seguidores en los pantanos de la costa inglesa. Las primeras aventuras de Valiente tienen lugar en estos pantanos. Más tarde salva la vida al caballero Sir Gawain, lo que le permite viajar a Camelot y, tras servir a Gawain como escudero, convertirse en caballero de la Tabla Redonda. Así, aparecen en la historia personajes del ciclo artúrico como Lanzarote (Lancelot, sin traducir, en la edición española), Merlín, la reina Ginebra o el propio rey Arturo. Las aventuras de Valiente, sin embargo, no se circunscriben al mundo artúrico: a lo largo de la historia, el protagonista viaja por cuatro continentes (incluyendo África y América), combate con variados enemigos (los hunos, los sajones). Valiente encuentra el amor en la persona de Aleta, reina de las Islas Brumosas (situadas en algún lugar del Mediterráneo). Se casa con ella y tienen varios hijos. El mayor, el príncipe Arn, ha tomado en los últimos años el relevo en el protagonismo de la serie, aunque el título de la tira continúa siendo el mismo.
Al comienzo de la serie abundan los elementos sobrenaturales, como los "monstruos de los pantanos" (animales semejantes a dinosaurios), las brujas, o las hechicerías de Merlín y Morgan Le Fay, pero dichos elementos van desapareciendo a medida que avanza la historia, adquiriendo ésta un tono más realista.
La aparición en la trama de determinados acontecimientos históricos –la muerte de Atila, rey de los hunos (453), el asesinato del general romano Aecio (454), o el saqueo de Roma por Genserico (455)– permite situar la acción de la obra en el siglo V d. C. No obstante, son numerosos los anacronismos: Val y sus compañeros de la Tabla Redonda aparecen equipados como caballeros de la Baja Edad Media, con lanzas de torneo, cotas de malla y testeras para las monturas, y se rigen por el código de caballería característico del siglo XV. En cuanto a las edificaciones, encontramos castillos góticos como el propio Camelot o la fortaleza de Andelkrag. La vestimenta de los personajes civiles se asemeja más bien a la de los burgueses del Renacimiento.

## Los autores
Príncipe Valiente se publicó por primera vez el 13 de febrero de 1937. Desde entonces hasta 1971 Harold Foster fue el único responsable tanto de los guiones como de la realización gráfica de la obra, llegando a dedicar a la realización de cada página cincuenta horas de trabajo. En 1971, tras realizar unas pruebas a varios dibujantes, comenzó a colaborar con él John Cullen Murphy, que empezó dibujando las viñetas previamente abocetadas por Foster. La página 1788, correspondiente al 16 de mayo de 1971 fue la última dibujada enteramente por el creador del personaje. En 1978 Murphy pasó a ocuparse por completo de la parte gráfica, aunque Foster siguió escribiendo los guiones hasta 1980: la última página con guion de Foster es la del 10 de febrero de 1980. Desde la semana siguiente Murphy pasó a ser el único responsable del cómic, e introdujo algunos cambios argumentales, trasladando la acción a la época bizantina: el emperador Justiniano I aparece varias veces como un tirano que amenaza el reino isleño de Aleta. Posteriormente, colaboraron con Murphy su hijo Cullen (editor de The Atlantic Monthly), quien se ocupó de realizar los guiones de la serie, y su hija Mairead, encargada de la rotulación y el coloreado de las planchas. En marzo de 2004 Murphy se retiró definitivamente, cediendo el testigo al ilustrador Gary Gianni. Actualmente, la serie continúa apareciendo cada semana en más de 300 periódicos estadounidenses.

## Ediciones en castellano
En los países de lengua española, ha habido varias ediciones del Príncipe Valiente.

### En Argentina
En Argentina, la serie fue publicada por la Editorial Acme, de Argentina, en su colección Robin Hood, durante los años 50. Los títulos publicados fueron:
1. El Príncipe Valiente (en la época del Rey Arturo)
2. El Príncipe Valiente contra Atila
3. El Príncipe Valiente en el mar
4. El Príncipe Valiente, viaje peligroso
5. El Príncipe Valiente y la princesa dorada
6. El Príncipe Valiente en el Nuevo Mundo
7. El Príncipe Valiente y los tres desafíos
8. El Príncipe Valiente en viaje a Thule
9. El Príncipe Valiente y su amigo Boltar
10. El Príncipe Valiente y los bandidos rebeldes
11. El Príncipe Valiente libera a Aleta

Posteriormente, en las décadas de 1970 y 1980, las historias del príncipe valiente fueron publicadas en las ediciones mensuales de las revistas pertenecientes a la Editorial Columba.

### En España
La obra maestra de Hal Foster fue publicada por primera vez en España en 1950, en la colección Aventuras Maravillosas, números 1 al 12, donde se incluyó en color el material de las páginas 643 a 654.
En 1953, la revista Boy publicó veintiún números en blanco y negro, conteniendo las planchas 838 a 859.
En la colección Novelas Gráficas: Serie Amarilla, nashe
publicó en 1959, en blanco y negro (¡e incluyendo bocadillos para los diálogos!), desde la página 128 a la 384. Con las mismas características, en Novelas Gráficas: Serie Sepia, en 1960, material desde la plancha 842 a la 1.136, y en la colección Héroes Modernos, serie C, en 1963, las planchas 1.375 a 1.455.
En 1972, Buru Lan Ediciones publica 96 fascículos semanales dentro de su colección Héroes del cómic, con recoloreado no original y tendente a la mancha en los planos de masas. Es una edición cronológica hasta la plancha 1.776, con algunas páginas perdidas, y no se incluye El Castillo Medieval, la serie que complementa Prince Valiant durante el periodo 1944-45. En los veinticuatro últimos fascículos se remontan y amplían las viñetas.
En 1978, B.O. publica en blanco y negro todo el material de Hal Foster, incluyendo El Castillo Medieval.
En 1983, Buru Lan Ediciones  publica 4 tomos de tapa dura con 48 páginas a color, reedición de su colección de fascículos de 1972, adaptada al formato de álbum. Aunque el plan inicial era de 24 álbumes, solo llegaron a aparecer los 4 primeros.
En 1983, Editorial Bruguera publica en su serie Pocket de Ases tres números dedicados al Príncipe Valiente: 28, 30 y 32. Totalmente olvidables por el coloreado, remontado y rotulado.
En 1988, Ediciones B publica toda la serie hasta la plancha 2.908, ya de John Cullen Murphy, con coloreado algo estridente y borroso en ocasiones, lo que obliga a reproducir directamente de escaneados de los periódicos algún fragmento. Se incluye El Castillo Medieval aunque faltan viñetas. Sigue la edición americana de Fantagraphics Books, la cual coloreaba de nuevo los dibujos, subiéndose de tono y desapareciendo líneas y tramas. Esta edición, inicialmente en fascículos, fue posteriormente recopilada en tomos.
En enero del 2006 la editorial Planeta inició la recuperación de este clásico de la historieta, tomando como punto de partida la edición de Fantagraphics Books, considerada la más cercana a la original, si bien tiene los mismos fotolitos que la de Ediciones B, menos en los 3 primeros tomos.
Desde diciembre del 2006, la editorial Libros de Papel, edita la serie en blanco y negro, a partir de fotocopias de los originales y un cuidadoso trabajo de reconstrucción por parte del portugués Manuel Caldas, que invierte en la restauración de cada página casi el mismo tiempo que Foster en dibujarla; incluso el rotulado es exacto al del original inglés.
En 2011, Planeta DeAgostini publicó una cuidada edición integral, con tomos que abarcaban cada uno de los años desde 1937 hasta el 2011. La edición fue continuada años después por la editorial Dolmen, que ha terminado de publicar el resto de tomos desde 2012 hasta la actualidad, manteniendo el mismo formato y prolongando el dibujo del lomo que había publicado Planeta.
En noviembre del 2017, Dolmen Editorial comienza la publicación integral de la obra, con material remasterizado y recoloreado según la paleta original, en tomos de gran tamaño (36x26,5cm).

## Adaptaciones al cine y la televisión
La primera adaptación cinematográfica de Príncipe Valiente fue la película El príncipe valiente (Prince Valiant), dirigida por Henry Hathaway en 1954, e interpretada por Robert Wagner (Valiente), Janet Leigh (Aleta), James Mason (el Caballero Negro), y Sterling Hayden (Sir Gawain), entre otros actores. 
En 1997, Anthony Hickox estrenó la producción anglogermanoirlandesa Las aventuras del príncipe Valiente (Prince Valiant), que no alcanzó el éxito de su predecesora. 
Existe también una serie estadounidense de dibujos animados, en 26 episodios la primera temporada y 39 episodios la segunda, titulada La leyenda del Príncipe Valiente (Prince Valiant).

## Juego de rol
En 1989, Greg Stafford publicó en los Estados Unidos (en su editorial Chaosium) el juego de rol Príncipe Valiente (Prince Valiant en inglés). Este juego de rol fue uno de los primeros en conceder una mayor importancia a la interpretación de los personajes, dejando el sistema de juego en segundo plano. La resolución de acciones se efectuaba mediante tiradas de monedas, a modo de dados de dos caras (D2), en las que se cuenta el número de caras y de cruces, dependiendo del número de monedas involucradas en la tirada.
El juego fue traducido y publicado en castellano en 1990 por la veterana editorial barcelonesa Joc Internacional. Tanto en su versión original en inglés como en sus versiones traducidas el juego no obtuvo el éxito esperado, seguramente por su inusual sistema de lanzamiento de monedas y por la gran simplificación de su sistema de juego, y pronto dejó de editarse. En el futuro, los ejemplares que se llegó a fabricar serían objeto de coleccionistas y de aficionados.

## Influencia
La serie ha tenido una enorme influencia en la historia del cómic mundial y ha servido de inspiración a varias historietas ambientadas en la Edad Media. En España, el guionista de El Capitán Trueno, Víctor Mora, ha declarado en varias ocasiones que creó la mencionada serie teniendo como punto de referencia la obra de Foster.